# Leila Hyams
Leila Hyams est une actrice américaine née le 1er mai 1905 à New York, État de New York (États-Unis), morte d'une crise cardiaque le 4 décembre 1977 à Bel Air, Californie (États-Unis).

## Filmographie
- 1924 : Sandra : Mait Stanley

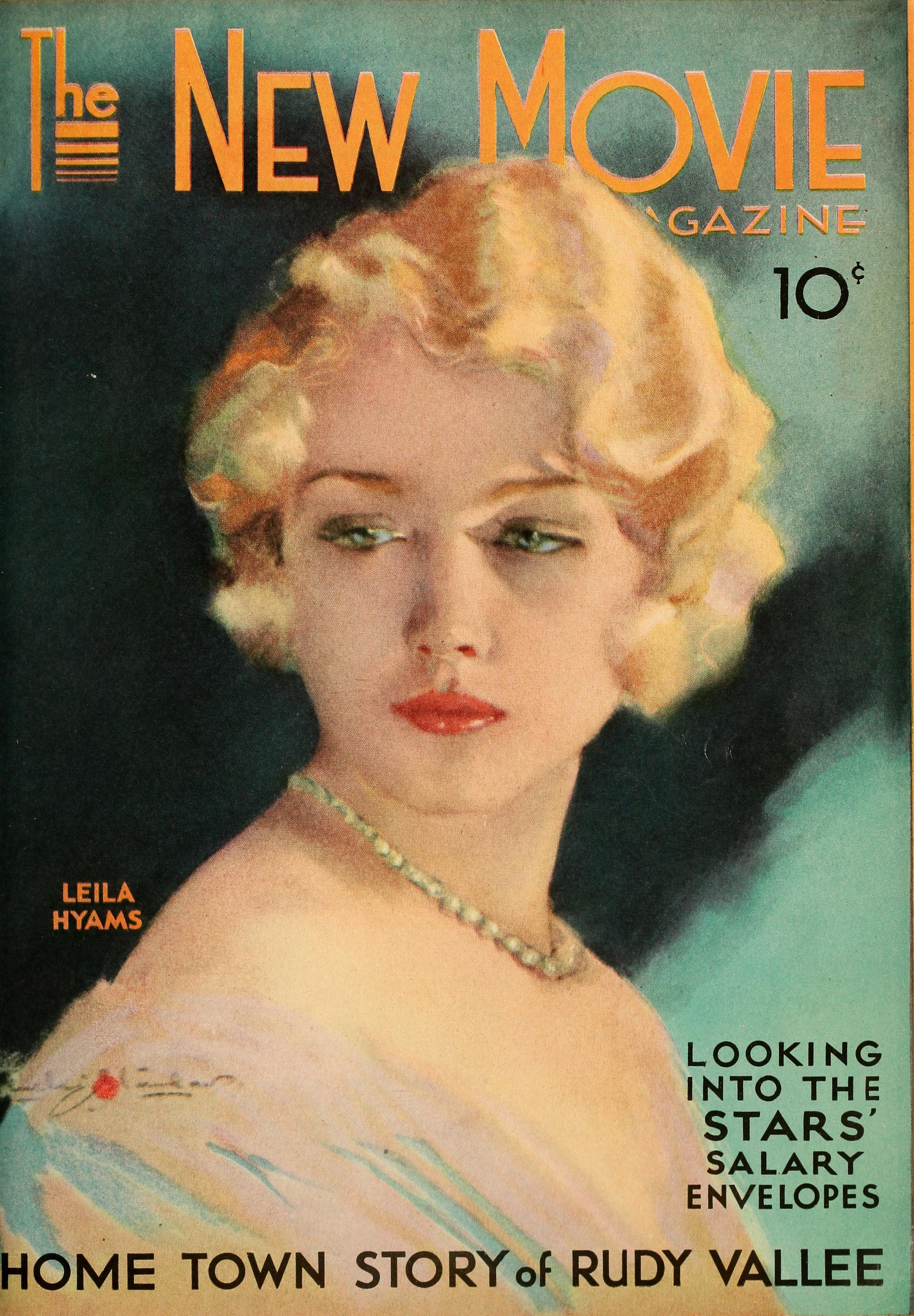
Portrait de Leila Hyams en couverture de The New Movie en août 1930.

- 1926 : Dancing Mothers : Birdie Courtney
- 1926 : The Kick-Off : Marilyn Spencer
- 1926 : Célibataires d'été (Summer Bachelors) d'Allan Dwan : Willowdean French
- 1927 : The Brute : Jennifer Duan
- 1927 : White Pants Willie : Helen Charters
- 1927 : The Bush Leaguer : Alice Hobbs
- 1927 : L'Imbattable (One-Round Hogan) de Howard Bretherton : Helen Davis
- 1927 : The Brute d'Irving Cummings
- 1927 : The Wizard : Anne Webster
- 1928 : The Branded Sombrero : Connie Marsh
- 1928 : Une fille dans chaque port (A Girl in Every Port) : une femme de marin
- 1928 : The Crimson City d'Archie Mayo : Nadine Howells
- 1928 : Honor Bound (en) d'Alfred E. Green : Selma Ritchie
- 1928 : Land of the Silver Fox : Marie du Fronque
- 1928 : Jimmy le mystérieux (Alias Jimmy Valentine) de Jack Conway : Rose
- 1929 : Le Figurant (Spite Marriage) : Ethyl Norcrosse
- 1929 : The Far Call : Hilda Larsen
- 1929 : The Iddle Rich de William C. de Mille : Joan Thayer
- 1929 : Wonder of Women : Karen
- 1929 : Masquerade : Sylvia Graeme
- 1929 : La Treizième Chaise (The Thirteenth Chair) de Tod Browning : Helen 'Nellie' O'Neill
- 1930 : The Bishop Murder Case : Belle Dillard (la nièce du professeur)
- 1930 : Mademoiselle, écoutez-moi donc ! (The Girl Said No) : Mary Howe
- 1930 : The Flirting Widow : Lady Evelyn Faraday Trenchant
- 1930 : Big House : Anne Marlowe
- 1930 : Sweethearts and Wives (en) de Clarence G. Badger : Angela Worthington
- 1930 : The Sins of the Children : Alma Wagenkampf
- 1930 : Way Out West de Fred Niblo : Molly Rankin
- 1930 : Hurricane : Mary Stevens
- 1930 : Way for a Sailor de Sam Wood : Joan
- 1930 : Madame et ses partenaires (Part Time Wife) : Mrs. Murdock (Betty Rogers)
- 1931 : Gentleman's Fate : Marjorie
- 1931 : Men Call It Love (en) d'Edgar Selwyn : Connie
- 1931 : Stepping Out : Eve
- 1931 : The Phantom of Paris : Cecile
- 1931 : New Adventures of Get Rich Quick Wallingford de Sam Wood : Dorothy Layton
- 1931 : Surrender de William K. Howard : Axelle
- 1932 : La Monstrueuse Parade (Freaks) de Tod Browning : Venus
- 1932 : La Femme aux cheveux rouges (Red-Headed Woman) de Jack Conway : Irene 'Rene' Legendre
- 1932 : The Big Broadcast de Frank Tuttle : Anita Rogers
- 1932 : L'Île du docteur Moreau (Island of Lost Souls) d'Erle C. Kenton : Ruth Thomas
- 1933 : The Constant Woman : Lou
- 1933 : Horseplay : Angelica Wayne
- 1933 : Sing, Sinner, Sing : Lela Larson
- 1933 : Saturday's Millions : Joan Chandler
- 1934 : The Poor Rich : Grace Hunter
- 1934 : Affairs of a Gentleman d'Edwin L. Marin : Gladys Durland
- 1934 : No Ransom : Barbara Winfield
- 1935 : L'Extravagant Mr Ruggles (Ruggles of Red Gap) de Leo McCarey : Nell Kenner
- 1935 : People Will Talk (en) d'Alfred Santell : Peggy Trask
- 1935 : 1,000 Dollars a Minute d'Aubrey Scotto : Dorothy Summers
- 1936 : Yellow Dust (en) de Wallace Ford : Nellie Brian